# Pipra
Pipra is een geslacht van zangvogels uit de familie manakins (Pipridae).

## Soorten
Het geslacht kent de volgende soorten:
- Pipra aureola – Roodkruinmanakin
- Pipra fasciicauda – Bandstaartmanakin
- Pipra filicauda – Draadmanakin